# Ente federativo

Países do mundo que possuem estados federados como subdivisões territoriais.
Primeiro nível administrativo
Segundo nível administrativo

No sentido de subdivisão administrativa, um ente federativo, também referido como ente federado, entidade federativa, entidade federada, unidade federada, unidade federativa, unidade da federação, estado federativo, estado federado e simplesmente como estado, é uma unidade autônoma (autogoverno, autolegislação e autoarrecadação) dotada de governo próprio e constituição e que, com outros estados, forma uma federação. Exemplos de países formados pela união de estados federados são Estados Unidos, Alemanha e México. No Brasil, muitas pessoas se referem, erroneamente, ao Distrito Federal como sendo um estado, embora este seja, como o nome sugere, um distrito.
É uma comunidade territorial e constitucional formando parte de uma União Federal. Esses estados diferem de Estado soberano, na medida em que tenham transferido parte de seus poderes soberanos para um governo federal. Um Estado federado tem competência administrativa sobre um território geográfico definido e é uma forma de governo regional. Exemplos de países que são subdivididos por estados federais são Brasil e Índia.
Em alguns casos, a Federação é criada a partir de uma união de entidades políticas, que sejam independentes, ou territórios dependentes de outra entidade soberana (mais comumente um poder colonial). Em outros casos, os estados podem ter sido previamente criados por um governo unitário em uma devolução de poderes, a fim de permitir uma constituição federal. Uma vez que uma constituição federal é formada, as normas que regem a relação entre os poderes federais e seus entes constituintes; tornam-se parte do direito do Estado - Pais - e não do direito internacional.
Em países com constituição federal, a soberania é compartilhada entre o governo federal e os estados que o compõem. Esses estados são parcialmente autogoverno, e normalmente lhe são oferecidos um considerável grau de autonomia. Na maioria dos casos, dentro de seu próprio território, os direitos administrativos de um Estado federado e os poderes não podem ser excessivamente governados ou vetados por parte do governo federal. No entanto, as leis que regem as relações entre os poderes federal e constituintes podem ser alterados através da constituição federal e constituição estadual.

## Países compostos de estados federados
Doze países são compostos de estados federados e usam o termo estado para se referir às entidades federadas.
- Alemanha consiste em 16 estados (ou länder);[14] ver Estados da Alemanha.
- Austrália consiste em 6 estados (bem como 2 grandes territórios e vários territórios externos);[15] ver Estados e territórios da Austrália.
- Áustria consiste em 9 estados (ou bundesländer);[16] ver Estados da Áustria.
- Brasil consiste em 26 estados (e 1 distrito federal);[17]  ver Estados do Brasil.
- Estados Federados da Micronésia consistem em 4 estados;[18] ver Divisões da Micronésia.
- Estados Unidos consistem em 50 estados (bem como 1 distrito federal e vários territórios);[19] ver Estados dos Estados Unidos.
- Índia consiste em 28 estados (e 7 territórios da união);[20] ver Estados e territórios da Índia.
- Malásia consiste em 13 estados (e 3 territórios federais);[21] ver Estados da Malásia.
- México consiste em 31 estados (e 1 capital);[22] ver Estados do México.
- Nigéria consiste em 36 estados (e 1 território federal);[23] ver Estados da Nigéria.
- Sudão consiste em 25 estados;[24] ver Estados do Sudão.
- Venezuela consiste em 23 estados (bem como 1 dependência federal e 1 distrito federal;[25] ver Subdivisões da Venezuela.

Um número de países que são constituídos por estados federados, mas não usam o termo estado para se referir às entidades federadas.
- Argentina tem um sistema federal, que consiste de 23 províncias (e 1 cidade autônoma);[26] ver Províncias da Argentina.
- Bélgica consiste de uma série de componentes federados;[27] ver Divisões da Bélgica.
- Canadá tem um sistema federal, que consiste de 10 províncias (e 3 territórios);[28] ver Províncias e territórios do Canadá.
- Emirados Árabes Unidos têm um sistema federal, que consiste de 7 emirados;[29] ver Emirados dos Emirados Árabes.
- Etiópia tem um sistema federal, que é composta de 9 kililoch (e 3 cidades fretadas);[30] ver Regiões da Etiópia.
- Iraque tem um sistema federal, que consiste de 18 províncias;[31] ver Províncias do Iraque.
- Paquistão tem um sistema federal, que consiste de 4 províncias (e 4 territórios federais);[32] ver Divisões administrativas do Paquistão.
- Rússia tem um sistema federal, que consiste de 83 sujeitos ou entidades federais (ou diferentes termos; e 2 cidades federais);[33] ver Subdivisões da Rússia.
- Suíça composto por 26 cantões;[34] ver Cantões da Suíça.